# 李長仁
李長仁（越南语：／），越南第二次北属时期的一位军事人物。
李長仁为交州人。南朝宋泰始四年（468年）三月，交州刺史刘牧病死，李长仁随即发动了兵变，杀死刘牧从北方带来的所有部下，占据交州城造反，自称交州刺史。八月，宋明帝任命南康相劉勃為交州刺史。刘勃来到交州，被李长仁拒绝进城。不久后，刘勃就病死了。
李长仁害怕南朝宋前来讨伐，便在十一月遣使投降，自贬为交州行州事。宋明帝赦免其罪，并允许他统治交州。死后，由从弟李叔獻代領州事。